# Marcus Tesch
Marcus Tesch (* 5. März 1975 in Wien) ist ein österreichischer Choreograph, Tänzer, Musicaldarsteller und Lehrer.

## Leben und Wirken
Der gebürtige Wiener erhielt seine Ausbildung an der Ballettschule der Österreichischen Bundestheater. 1993 wurde er ans Wiener Staatsopernballett engagiert unter der Leitung von Anne Woolliams.
1996 zog er nach New York City, wo er unter anderem für Complextion, Zvi Gotheiner und Kevin Wynn tanzte.
In Wien war er in folgenden Musicals als Darsteller zu sehen: „Rudolf Affaire Mayerling“, „Hair“ und „Joseph and the Amazing Technic Color Dream Coat“ (alle Raimundtheater in Wien); „Aida“, „Jesus Christ Superstar“ (alle Musical Sommer Amstetten); „Footloose“ (Stadttheater Klagenfurt). Ebenso war er für die Vereinigten Bühnen Wien in Peking für eine Musical-Gala unter der Regie und Choreographie von Kim Duddy sowie zweimal beim Donauinselfest. Er wirkte in dem Kinofilm „Das Phantom der Oper“ mit unter der Regie von Joel Schumacher und der Choreographie von Peter Darling.
1994 choreographierte er ein erstes Werk namens „A Piece of Love, Hate and Madness“ mit Tänzern des Wiener Staatsopernballetts. Es folgte „Innocent“ im Jahr 1995. Beide Stücke wurden im Theater Akzent gezeigt. „Innocent“ wurde weiters im WUK und im Dietheater Künstlerhaus gezeigt, wo er auch, „When the time moves on“ kreierte. Er choreographiert „Off Key“ und „Never Be Over“ für das Wiener Staatsopernballett im Odeon Wien. In London choreographierte er für die Urdang Academy das Werk „3 Course Meal“ welches im Cochrane Theater gezeigt wurde.
Er choreographierte die Operetten „2 Herzen im 3/4 Takt“ (Bühne Baden), „Die Herzogin aus Chicago“, „Der Zarewitsch“ (Volksoper Wien), „Wiener Blut“, „Das Bezaubernde Fräulein“ (KlangBogen Wien im Ronacher Wien) und „Wiener Blut“ (Stadttheater Klagenfurt) sowie die Musicals „Into the Woods“ (Stadttheater Klagenfurt), „Das Dschungel Buch“, „Die Letzte Show“ (Renaissance Theater), „Cross the Line“, „Verliebte&Verrückte“ (Raimundtheater Wien), „Alle Neune“, „Casting“ (Metropol Wien), „The Wild Party“, „Shakespeare and Love“, „Luxus-Revue“, „Casting“, „Vienna Calling“ und „Reigen oder so“ (Leonie Rysanek Saal).